# Denkmal weißrussischer Kriegsgefangener

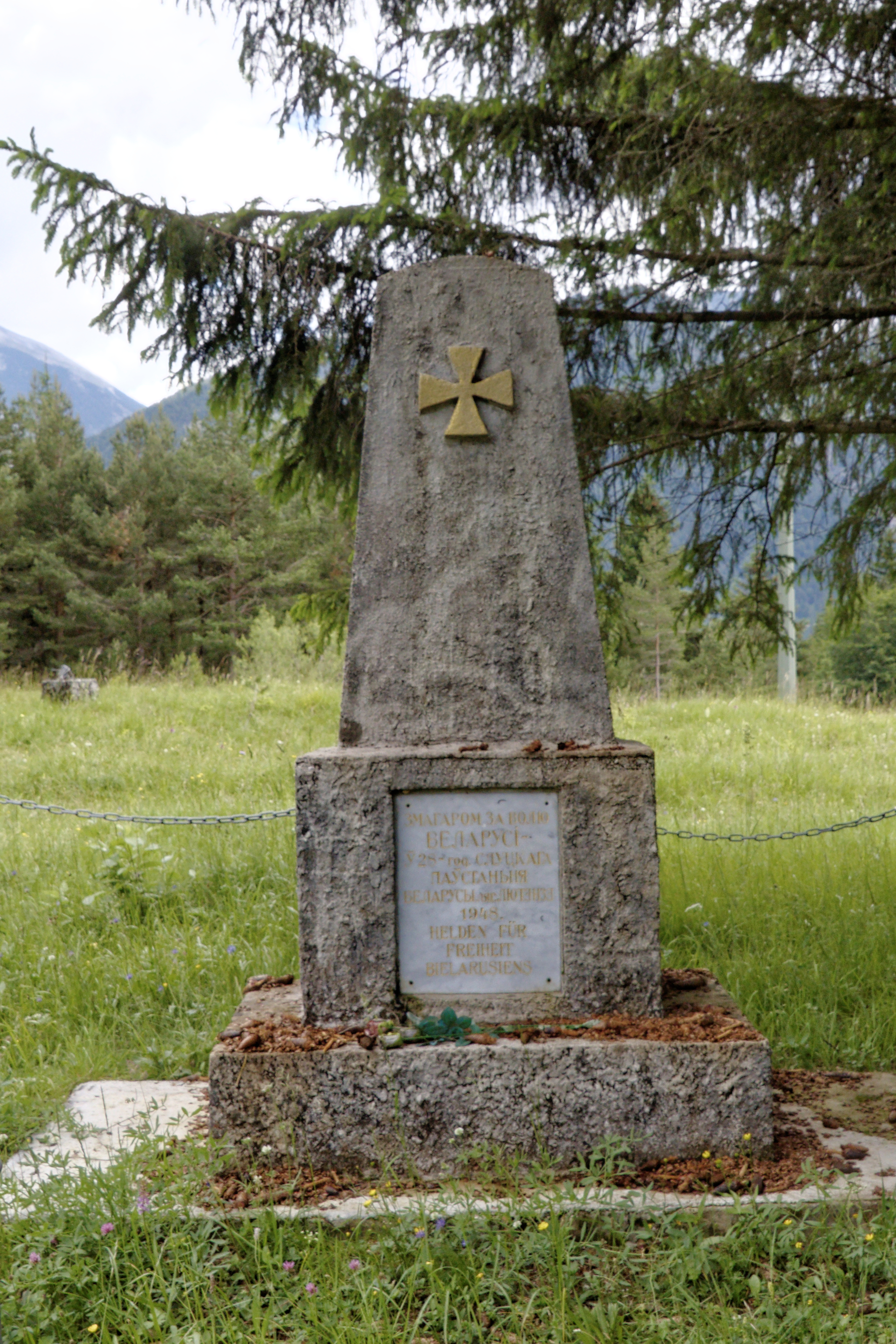
Das Denkmal weißrussischer Kriegsgefangener

Das Denkmal weißrussischer Kriegsgefangener östlich der Luttensee-Kaserne im oberbayerischen Mittenwald ehrt die Teilnehmer des Aufstands von Sluzk, einem antibolschewistischen Aufstand des Jahres 1920. Es ist als Teil der Kaserne als Baudenkmal in der Bayerischen Denkmalliste eingetragen.

## Geschichte
Mit dem Ende des Zweiten Weltkrieges wurden zahlreiche Flüchtlingslager eröffnet, in denen sogenannte Displaced Persons (DPs) untergebracht wurden. Es handelte sich dabei um Zivilpersonen, die sich kriegsbedingt außerhalb ihres Heimatstaates aufhielten und ohne Hilfe nicht zurückkehren oder sich in einem anderen Land neu ansiedeln konnte. Auch die Luttensee-Kaserne in Mittenwald diente als Flüchtlingslager für DPs. Neben Weißrussen wurden darin auch Ukrainer, Russen und andere Osteuropäer untergebracht. Die weißrussischen Flüchtlinge organisierten im Lager einen eigenen Kindergarten mit 13 Kindern sowie eine Grundschule, die zeitweise über 20 bis 24 Schüler verfügte. Zudem veröffentlichten die Emigranten eine belarussichsprachige Jugendzeitschrift namens „Frühling“.
Im Jahr 1948 errichteten die weißrussischen Lagerinsassen ein Denkmal zum 28. Jahrestag des Sluzker Aufstands. Der Aufstand fand im Jahr 1920 in der Stadt Sluzk statt. Die Teilnehmer kämpften dabei gegen die Rote Armee für einen unabhängigen weißrussischen Nationalstaat. Im Herbst 1949 wurde das Lager in der Luttensee-Kaserne aufgelöst.

## Beschreibung

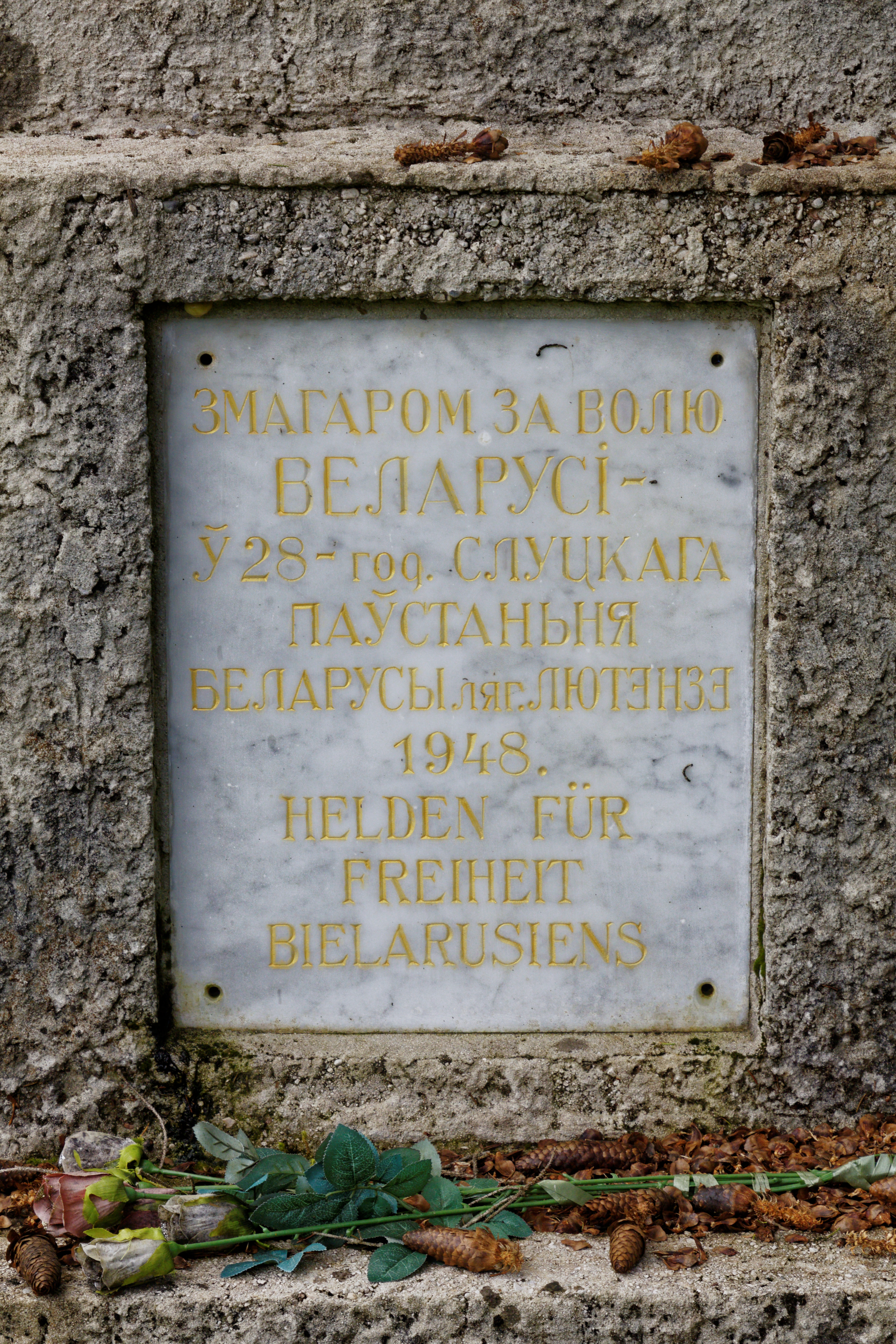
Denkmalinschrift

Das Denkmal ist eingefriedet und befindet sich östlich der Kasernenanlage. Es handelt sich um einen Obelisk, an dem ein goldenes Tatzenkreuz angebracht ist. Darunter befindet sich eine Gedenktafel mit der folgenden Inschrift:
| Inschrift: Змагаром за волю Беларусі - Ў 28-год. Слуцкага паўстаньня Беларусы ляг. Лютэнзэ 1948. Helden für Freiheit Bielarusiens | Deutsche Übersetzung: [Den] Kämpfern für die Freiheit Weißrusslands Zum 28. Jahr[estag] des Sluzker Aufstands [Von den] Weißrussen des Lagers Luttensee 1948. Helden für Freiheit Bielarusiens |